# Slaget ved Edgecote Moor
Slaget ved Edgecote Moor (også kendt som Slaget ved Edgvote, Slaget ved Banbury eller Slaget ved Danes Moor) fandt sted mandag den 24. juli 1469, under Rosekrigene. Det blev udkæmpet mellem en kongelig hær under ledelse af jarlerne af Pembroke og Devon og en oprørsstyrke ledet af tilhængere af jarlen af Warwick.
Slaget fandt sted 9,7 km nordøst for Banbury i Northamptonshire. Det resulterede i en sejr til oprørerne, hvilket midlertidigt gav magten i landet til jarlen af Warwick. I september var kong Edvard dog tilbage i kontrol, og Warwick befandt sig i en situation, der lignede den før kampen, hvilket fik ham til at planlægge et nyt oprør. Efter Edgecote var der ingen vej tilbage. Edvard kunne ikke længere stole på ham fuldt ud, og Warwick bevægede sig ubønhørligt mod at blive en støtte til Huset Lancaster.
Slaget ved Edgecote Moor har ry for at være en af de mindst veldokumenterede slag i perioden, selvom adskillige samtidige eller næsten samtidige optegnelser og krøniker henviser til det. Detaljerne i beretningerne afviger med hensyn til antal, ledere, tab og slagets forløb, men ikke alle disse "afvigelser" er modstridende. De store tab, som Pembrokes walisiske styrker led, gjorde det til et populært emne for walisiske digtere.

## Baggrund
Efter at have været nære allierede i at have afsat Henrik 6. i 1461, var Warwick og Edvard 4. i 1469 blevet uvenner. Efter sit ægteskab med Elizabeth Woodville i 1464, knyttede Edvard sig i stigende grad til hendes familie, der konkurrerede med Neville-familien om besiddelser og embeder. Bekymret over hans tætte forbindelse med Warwick blokerede Edvard et foreslået ægteskab mellem Clarence, hans yngre bror og arving, og Warwicks ældste datter Isabel. Af forskellige årsager tog Clarence dette afslag meget ilde op.
I april 1469 brød et oprør ud i Yorkshire under en leder kaldet Robin af Redesdale. Hans sande identitet er ukendt. Talrige kandidater er blevet foreslået: Sir John Conyers, steward for Warwicks Middleham Castle, en af hans sønner, en anden John Conyers eller Sir William Conyers af Marske (d. 1469), Sir Richard Welles og Sir Henry Neville. Alternativt kunne han have været en ukendt menig mand, en "skurk kaldet Robin af Riddesdale" som beskrevet i Jean de Waurins krønike. I maj begyndte et andet oprør ledet af en figur kendt som Robin af Holderness, der krævede at Henry Percy fik sine besiddelser og titel af jarl af Northumberland tilbage.
John Neville, den daværende jarl, slog hurtigt dette oprør ned og henrettede dets leder, skønt han ikke gjorde noget forsøg på at tage Robin af Redesdale til fange. Stolende på, at oprøret var under kontrol og kun ledsaget af hans personlige husstandstropper, rykkede Edvard langsomt nordpå gennem Lincolnshire og nåede Crowland i begyndelsen af juli. Den 9. juli opdagede han, at oprørshæren var betydeligt større end tidligere efterrettet, og derefter fulgte endnu mere foruroligende nyheder fra London.
Warwick og Clarence brugte sommeren på at samle tropper, angiveligt for at hjælpe med at slå oprøret ned. I begyndelsen af juli rejste de til Calais, hvor Clarence giftede sig med Isabel ved en ceremoni ledet af Warwicks bror George, ærkebiskop af York. De tre mænd udsendte derefter en 'formaning' med en liste over påståede magtmisbrug begået af Woodville-familien, William Herbert, jarl af Pembroke og Humphrey Stafford, jarl af Devon blandt andre. De gjorde deres indtog i London den 12. juli og den 18. marcherede nordpå for at slutte sig til oprørerne i Yorkshire.
Edvard trak sig tilbage til Nottingham og sendte indtrængende instruktioner til Pembroke i Raglan Castle og Devon i Dorchester og beordrede dem til at møde ham der med så mange mænd, som de kunne mønstre. Oprørerne i nord satte kurs mod Northampton og havde til hensigt at slutte sig til Warwick og Clarence. En lille træfning blev udkæmpet i nærheden af Northampton, inden de kongelige styrker trak sig tilbage mod Banbury. Hæren slog lejr på Edgecote Lodge Hill og sent på eftermiddagen den 23. juli blev der udkæmpet en kort træfning mellem den kongelige forpost og oprørernes forridere. Sir Henry Neville blev taget til fange i træfningen og dræbt efter at have forsøgt at overgive sig. Pembroke selv var sammen med den anden hærfører Devon i lejren i Banbury. Ifølge de fleste krønikeskrivere var de uenige om lejrens placering, og Devon trak sig tilbage og tog sin del af hæren med sig. Devon tog angiveligt sine tropper ti eller tolv mil væk. Traditionen siger, at han trak sig tilbage til Deddington Castle, men der er ingen samtidige beviser for, at dette var hans endelige placering.

## Slagets gang
Skøn antyder, at Pembroke havde omkring 3.000 til 5.000 walisiske riddere og spydmænd, med 800 til 1.500 under Devon, herunder de fleste bueskytter. Pembrokes hær var klar over behovet for at ødelægge den nordlige hær, inden den blev forstærket, og slog lejr natten over på høj en placering mod nordøst. Dette overså det sted, hvor Slaget ved Danes Moor havde fundet sted i år 914, med de to hære adskilt af en biflod til floden Cherwell.
Oprørshæren indeholdt et stor kontingent af bueskytter, hvilket var en ulempe for Pembroke. Han beordrede sine tropper fremad, og de to sider kæmpede på nært hold resten af morgenen. Tidligt om eftermiddagen havde den kongelige hær fået kontrol over flodovergangen, men på dette tidspunkt ankom Warwicks fortrop til slagmarken, ledet af Sir Geoffrey Gates og Sir William Parr. Gates og Parr var i stand til at holde oprørerne sammen, men de var stadig under hårdt pres, da yderligere oprørsforstærkninger ankom, ledet af John Clapham.
I en beretning var Devon stadig til stede og flygtede på dette tidspunkt. Men hvad der end var tilfældet, troede den kongelige hær, at dette var Warwick og hans styrker. Pembrokes mænd brød sammen. Tilskadekomne blev rapporteret som 168 riddere, plus 2.000 mænd i geledderne, tab, der var signifikante nok til at blive husket og refereret til af walisiske digtere et århundrede senere. Pembroke blev taget til fange og henrettet i Northampton senere på ugen, torsdag den 27. juli. Hans bror Sir Richard Herbert var blev henrettet dagen før, onsdag den 26. juli. Deres halvbror Sir Richard Vaughan faldt under slaget, og Devon blev halshugget i Bridgwater den 17. august.
Der er få detaljer om oprørernes tab, men de må have været betydeligt mindre end dem, der lidt af Pembrokes mænd, da de fleste dødsfald fandt sted under en forfølgelse. Bortset fra Henry Neville, dræbt aftenen før slaget, inkluderede disse Sir William Conyers og Sir Oliver Dudley, yngste søn af John Sutton, 1. baron Dudley.

## Efterspil
Edvard blev taget til fange og tilbageholdt i Middleham Castle. Hans svigerfar Earl Rivers og svoger John Woodville blev henrettet i Gosford Green, Coventry den 12. august 1469. Der er ingen beviser for, at nogen summarisk rettergang fandt sted. Imidlertid stod det snart klart, at der var ringe støtte til Warwick eller Clarence. Edvard blev løsladt i september og genoptog magten.
Richard Herbert blev begravet i Herbert Chapel i Abergavenny Priory, som overlevede klosteropløsningernes ødelæggelserne fra 1536 til 1541. Det inkluderer også graven tilhørende William Herberts uægte søn, Richard Herbert af Ewyas, der blev opdraget sammen med Henrik Tudor, senere Henrik 7. og kæmpede på hans side ved Bosworth i 1485.

## Mindedag og reenactments
Den 12. og 13. september 2009 var der en reenactment af slaget på selve slagmarken, iscenesat af Medieval Siege Society og English Tournament Society for at fejre 540-årsdagen.
Efter succesen med 2009-mindehøjtideligheden og reenactment blev en anden reenactment arrangeret den 11. og 12. september 2010 i forbindelse med 541-årsdagen.
550-årsdagen var genstand for flere aktiviteter arrangeret af Northamptonshire Battlefields Society, Medieval Siege Society var ikke længere aktivt involveret i begivenhederne i forbindelse med Edgecote. Disse aktiviteter omfattede en dagskonference, der fremhævede ny forskning og udgivelsen af en bog. Selskabet arrangerer også en årlig gåtur for at fejre slaget på selve dagen. Detaljer kan findes på selskabets Facebook-side.